# Gilles Nantet
Gilles Nantet, né le 31 janvier 1957 en Savoie, est un pilote de rallye et entrepreneur français.

## Biographie
Gilles Nantet a débuté à 18 ans (1975) en championnat de France des rallyes tout-terrain, et sa carrière au championnat de France des rallyes asphalte en 1997. Sa première victoire sur asphalte fut obtenue en 1983 au rallye Ain Jura, au volant d'une R5 Turbo (il remportera de nouveau cette épreuve 19 ans plus tard, pour un total de six victoires: 1983, 2002, 2003, 2004, 2011, et 2012).
Gilles Nantet dirige les sociétés Nantet et Serfim recyclage. En 2015, il devient président de Syndicat des recycleurs du BTP (SRBTP).
En juin 2015, Gilles Nantet se blesse en moto : contusions, quelques fractures, et un traumatisme crânien.

## Palmarès(au 31/12/2013)

### Titres
- Champion de France des rallyes (asphalte): 2011 (à l'âge de 54 ans; copilote Corinne Murcia, sur Porsche 911 GT3 996 Cup, du groupe GT+) (même nombre de points que Pierre Roché sur Peugeot 307 WRC, départagés par les meilleures places d'honneur sur la saison) (team PPR Sport et 2B);
- Quadruple Champion de France des rallyes "amateurs": 2011, 2012, 2013 et 2014 (Trophée Michelin, ex- Trophée BF Goodrich);
- Triple Champion de France des rallyes tout-terrain: 1981, 1982 et 1986;
- Coupe de France des rallyes: 2004 (copilote Daniel Burlet (pour le comité Rhône-Alpes), sur Porsche 911 Gr F19; 14 victoires sur 16 courses durant la saison, toutes terminées);
  - Vice-champion de France des rallyes: 2013 (avec une Gr.GT+, et 1er amateur de 3 rallyes du championnat de France);
  - 2e de la coupe de France des rallyes 2011;
  - 3e du championnat de France des rallyes tout-terrain 1987;
  - 3e de la coupe de France des rallyes 2009.

### Victoires et podiums sur asphalte (principaux)
- Rallye de France Alsace - Grand National: 2011 (manche du championnat de France, également étape du WRC):
- Rallye Ain Jura: 1983, 2002, 2003, 2004, 2011 et 2012;
- Rallye du Beaufortain: 2004, 2006, 2007, 2008, 2009, 2011 et 2012;
- Rallye de Chartreuse: 2004, 2005, 2008 et 2009;
- Rallye de l'Épine: 2003 et 2011;
- Rallye Baldomérien: 2014;
- Rallye du Pays de Faverges: 2014;
- Rallye du Pays basque: 2012;
- Finale de la Coupe de France des rallyes: 2004;
  - 2e du Rallye du Rouergue: 2011;
  - 2e du Rallye du Mont-Blanc: 2011.
  - 3e du Rallye des Vins de Macon: 2013.